# 山東農業工程学院
山東農業工程学院は中華人民共和国山東省の公立大学。農学、工学などの専攻を設置している。大学本部は済南市にある。2013年に大学昇格。